# Bruille-lez-Marchiennes

Bruille-lez-Marchiennes este o comună în departamentul Nord, Franța. În 1 ianuarie 2022 avea o populație de 1.345 de locuitori.